# 선우훈
선우훈(鮮于燻, 1892.11.11~1961.5.18)은 독립운동가이다. 호는 정재(定齋). 평안북도 정주(定州) 출신이다.
- 주요수상 : 건국훈장 애족장(1990)
- 주요저서 : 민족의 수난 ―백오의 피눈물, 덕수궁의 비밀

## 생애
1917년경, 중국에 건너가서 대한민국임시정부에서 활약하였다. 1911년, 형이었던 선우혁(鮮于爀)과 105인사건에 연루되어 검거되었으나 풀려났다. 1915년, 중국에 건너가 난징(南京)의 금릉대학(金陵大學)에 입학하였다. 1917년경, 대한민국임시정부에서 활약하던 선우혁의 지령을 받고 독립자금을 구하러 한국에 다시 들어왔다.
1933년, 고향 정주에서 군자금 모금, 민족사상 고취에 힘썼다. 1938년에는 수양동우회사건으로 감옥에 들어갔다. 광복 후에는 조만식(曺晩植)과 조선민주당을 창당하였고 1946년 월남하여 남한에 내려 왔다. 조선 민주당 최고위원, 남한 지역 평안북도민회 회장을 지냈다.
저서로는 (민족의 수난 ―백오의 피눈물), (덕수궁의 비밀)등이 있다. 1990년에 건국훈장 애족장에 추서되었다.

## 같이 보기
- 선우혁
- 선우휘
- 선우일선